# Marcantonio Galleani
Marcantonio Galleani, francoski admiral, * 1525, † 1574.